# Akika
Akika (Arabisch: عقيقة) is een ritueel dat door moslims wordt uitgevoerd over de gehele wereld. Het is een voor-islamitisch ritueel dat uitgevoerd werd voor pasgeboren kinderen, zeven dagen na hun geboorte.  Het ritueel is overgenomen door de islam en bestaat vaak uit het offeren van een schaap voor een meisje en twee schapen voor een jongetje. Behalve een dieroffer wordt ook vaak het haar van de baby geschoren en krijgt het kind een naam. In Oost-Afrika wordt de akika meestal uitgevoerd na de dood van een jong kind dat voor de puberteit gestorven is.

## Betekenis van de akika
Moslims geloven dat de akika het kind beschermt tegen onheil. Tevens kan het jong gestorven kind dat als zondeloos gezien wordt, als bemiddelaar optreden voor zijn of haar ouders op de dag van de opstanding. En verder is het ritueel een uiting van blijdschap en dankbaarheid jegens God.

## Vleesverdeling
Over het algemeen schrijven de islamitische teksten voor om het vlees gekookt te verdelen en niet rauw te sturen zoals bij het Offerfeest aanbevolen wordt. Ook zijn de meeste moslims het er over eens dat de botten van het akika offerdier niet gebroken mogen worden.